# Maison aux Dragons engoulants
La maison aux Dragons engoulants est une demeure particulière dans la commune de Chinon, dans le département français d'Indre-et-Loire.

## Localisation
La maison aux dragons engoulants se situe à Chinon, au no 45 de la rue Voltaire et de la rue du Grand-Carroi. la rue Voltaire est, au Moyen Âge, la principale artère traversant la ville d'est en ouest. La rue du Grand-Carroi, nord-sud, aboutit au nord au grand Carroi, place de commerce majeure de la ville médiévale. La principale façade de la maison, vers le nord, ouvre sur la rue Voltaire.

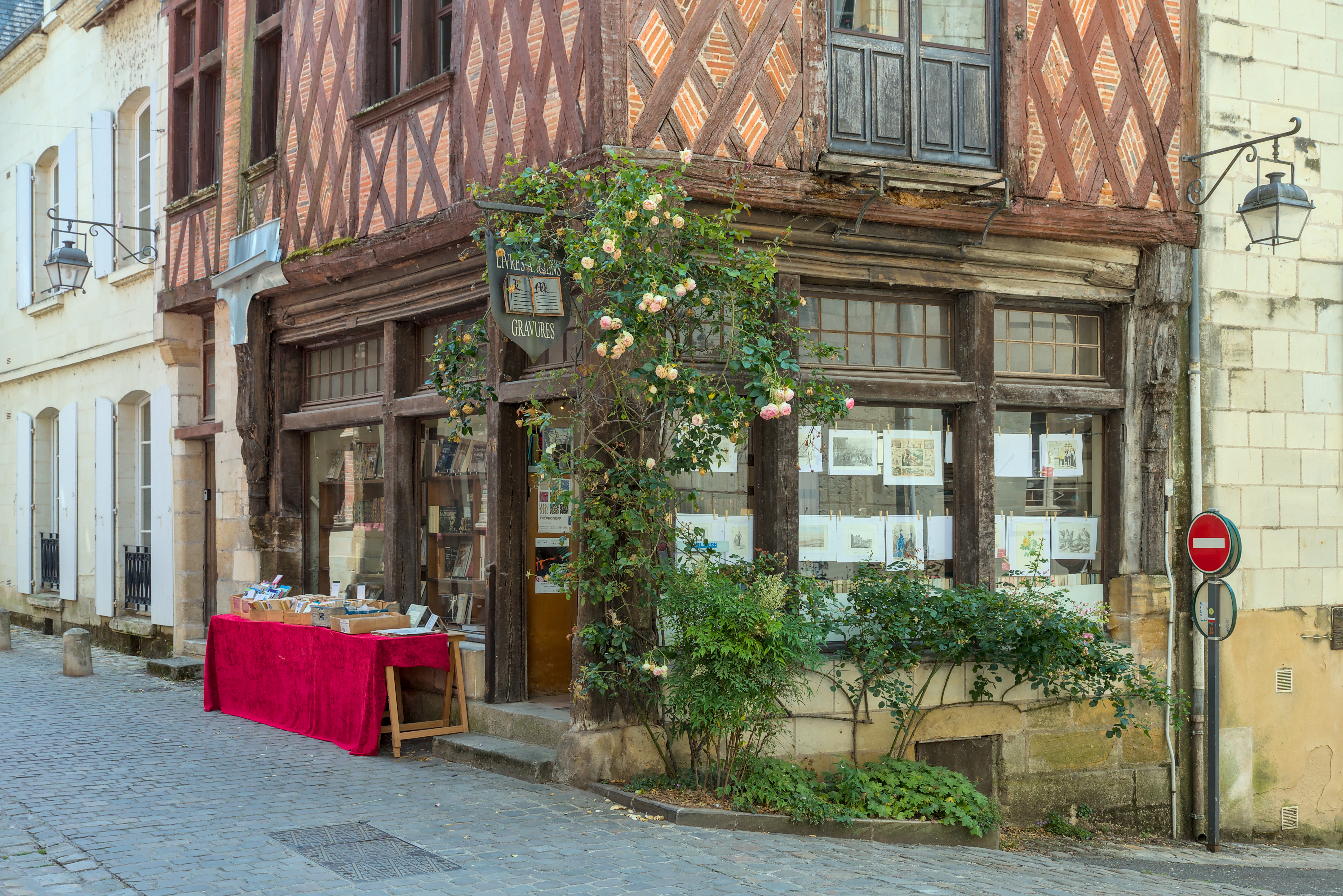
Le rez-de-chaussée.

## Histoire
La maison est construite au XVe siècle mais elle est remaniée à plusieurs reprises jusqu'au XIXe siècle,.
Les façades sur rue et les toitures sont inscrites comme monument historique par décret du 12 juillet 1967. L'édifice est restauré en 1975.

## Description

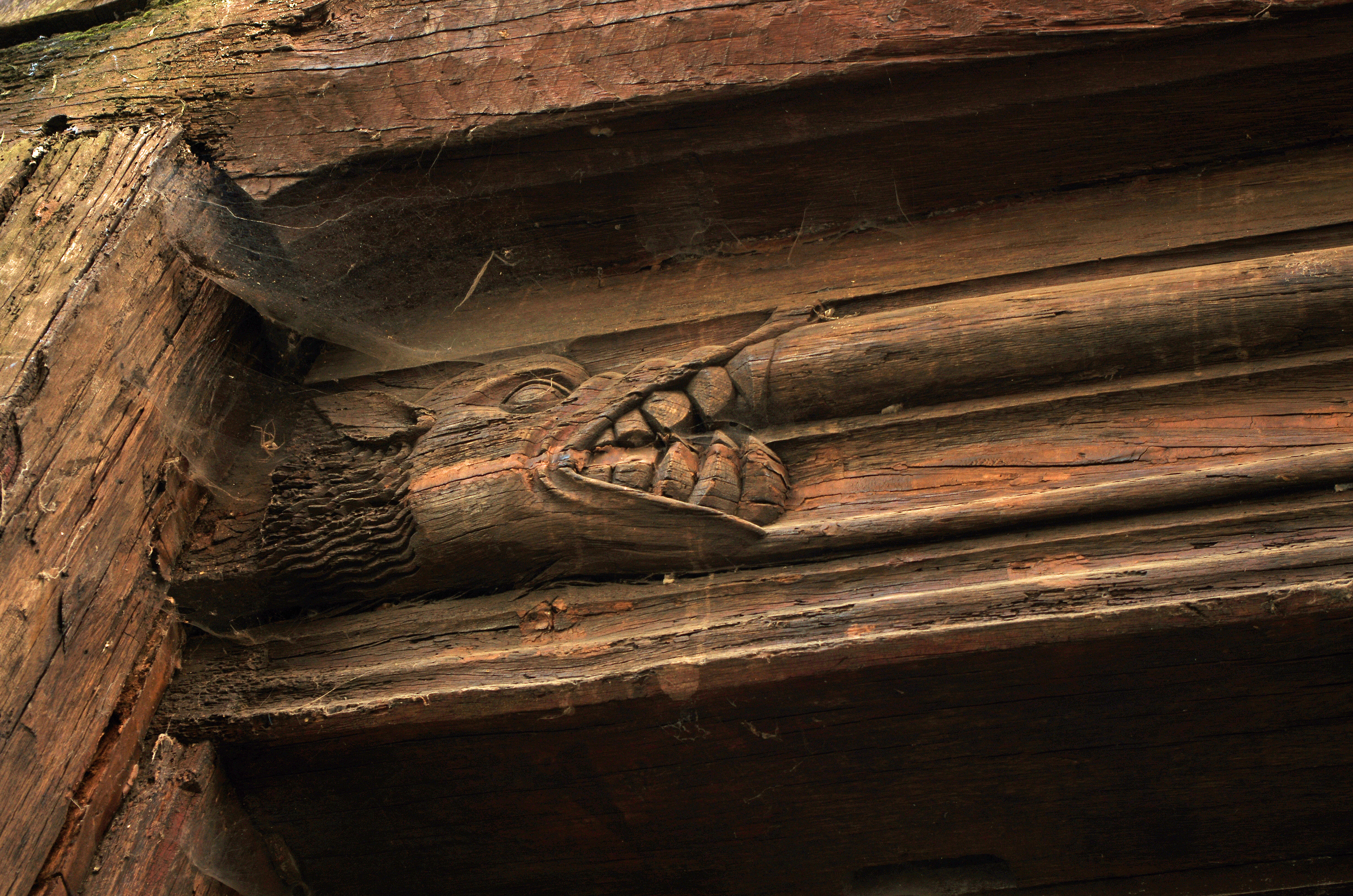
Un dragon engoulant.

La maison se compose d'un rez-de-chaussée en pierre avec façade en bois formant boutique puis d'un étage et d'un comble à pans de bois en encorbellement.
Deux dragons engoulants sont sculptés aux extrémités de la poutre formant le linteau supérieur de la vitrine de la boutique.

## Pour en savoir plus